# Idioma salinero
El idioma salinero (salinan en inglés) fue la lengua de los indígenas salineros de la costa central de California, Estados Unidos. Se considera extinguida desde la muerte del último hablante en 1958.
Esta lengua está avalada por fuentes coloniales tales como Sitjar (1860), aunque la principal documentación publicada es de Mason (1918). El principal estudio gramático moderno, basado en datos de Mason y en notas de campo de John Peabody Harrington y de William H. Jacobsen, corresponde a Turner (1987), el cual también contiene una bibliografía completa de sus fuentes así como una discusión sobre su ortografía.
Se reconocen dos dialectos, antoniano y migueleño, asociados con las misiones de San Antonio y San Miguel, respectivamente. Puede haber existido un tercer dialecto, el playano, como se sugiere por la mención de una subdivisión de los salineros, pero no se conoce nada sobre el mismo desde el punto de vista lingüístico.

## Clasificación genética

Territorio tradicional del idioma salinero.

Es posible que el salinero forme parte de la hipotética familia hokana. Edward Sapir (1925) lo incluyó en una subfamilia de las hokanas, junto con las lenguas chumash y la seri. Esta clasificación ha tenido éxito en las más recientes enciclopedias y presentaciones de las familias lingüísticas, pero no se ha presentado todavía ninguna evidencia seria sobre la misma.
El proyecto comparativo ASJP no muestra similitudes obvias de vocabulario entre el salinero y ninguna otra lengua, aunque parece apuntar a una posible relación lejana con el idioma seri, o incluso el zuñi; sin embargo, dicha similitud podría deberse a préstamos lingüísticos antiguos o a razones accidentales y no es prueba en firme de parentesco.

### Comparación léxica
Los numerales en diferentes variedades de salinero son:
| GLOSA | Antoniaño   | Migueleño | PROTO- SALINERO |
| ----- | ----------- | --------- | --------------- |
| '1'   | tol         |           | *               |
| '2'   | kakeš(u)    |           | *               |
| '3'   | lapːay      |           | *               |
| '4'   | kišá        |           | *               |
| '5'   | olṭaw       |           | *               |
| '6'   | paya        |           | *               |
| '7'   | ep; te      |           | *               |
| '8'   | ša          |           | *               |
| '9'   |             |           | *               |
| '10'  | ṭo’i; ṭopal |           | *               |